# 小克里斯托弗·巴里奥斯谋杀案
小克里斯托弗·迈克尔·巴里奥斯（英語：Christopher Michael Barrios Jr.，2001年1月2日—2007年3月8日）是一名6岁的美国男孩，他在布朗斯维克2007年3月8日。他的尸体于2007年3月15日被发现，离他失踪的地方只有几英里。